# Резилианс (Dragon 2)
«Резилианс» (англ. Resilience; в пер. с англ. — «устойчивость») — многоразовый транспортный космический корабль SpaceX, второй корабль Dragon 2 совершивший пилотируемый полёт. Впервые запущен 16 ноября 2020 года. Получил своё название на пресс-конференции 29 сентября 2020.

## История
Первый полёт корабль совершил в ноябре 2020 — мае 2021 года в рамках первой миссии SpaceX Crew-1 по доставке экипажа на МКС. После этого трижды использовался для частных космических полётов, при подготовке к которым подвергался модификациям. В частности, для миссии Inspiration4, так как полёт был автономным и не предполагал стыковку с МКС или каким-либо другим космическим аппаратом, с корабля был демонтирован стыковочный узел и заменён на большой обзорный купол, через который экипаж во время полёта мог наблюдать Землю и космическое пространство. Также «Резилианс» был значительно изменен для своей третьей миссии Polaris Dawn в ходе которой был запланирован выход двоих членов экипажа в открытый космос с борта корабля. Купол был заменен на люк для выхода в открытый космос, корабль оснастили дополнительными баллонами с газом и поручнями для работы за бортом.

## Полёты
| № | Название      | Эмблема | Дата старта      | Дата посадки     | Продолжительность | Цель миссии                                                        | Экипаж взлёта                                                | Экипаж посадки                                               |
| - | ------------- | ------- | ---------------- | ---------------- | ----------------- | ------------------------------------------------------------------ | ------------------------------------------------------------ | ------------------------------------------------------------ |
| 1 | SpaceX Crew-1 |         | 16 ноября 2020   | 2 мая 2021       | 167 дней 6 ч 29 м | Первый полет по смене экипажа МКС.                                 | Майкл Хопкинс Виктор Гловер Соити Ногути Шеннон Уокер        | Майкл Хопкинс Виктор Гловер Соити Ногути Шеннон Уокер        |
| 2 | Inspiration4  |         | 16 сентября 2021 | 18 сентября 2021 | 2 дня 23 ч 0 м    | Первый полностью частный космический полёт.                        | Джаред Айзекман Шан Проктор Кристофер Семброски Хейли Арсено | Джаред Айзекман Шан Проктор Кристофер Семброски Хейли Арсено |
| 3 | Polaris Dawn  |         | 10 сентября 2024 | 15 сентября 2024 | 4 дня 22 ч 49 м   | Первый частный выход в космос.                                     | Джаред Айзекман Скотт Потит Сара Гиллис Анна Менон           | Джаред Айзекман Скотт Потит Сара Гиллис Анна Менон           |
| 4 | Fram2         |         | 1 апреля 2025    | 4 апреля 2025    | 3 дня 14 ч 32 м   | Туристический полёт. Первый пилотируемый полёт по полярной орбите. | Чун Ван Яннике Миккельсен Эрик Филипс Робеа Рогге            | Чун Ван Яннике Миккельсен Эрик Филипс Робеа Рогге            |